# لو گرانت (مجموعه تلویزیونی)
لو گرانت (به انگلیسی: Lou Grant) یک مجموعه تلویزیونی درام آمریکایی بود که بین سال های ۱۹۷۷ تا ۱۹۸۲ پخش می شد.